# Albizia chevalieri
Albizia chevalieri är en ärtväxtart som beskrevs av Hermann August Theodor Harms. Albizia chevalieri ingår i släktet Albizia och familjen ärtväxter. Inga underarter finns listade i Catalogue of Life.